# Profeti
I kristne religioner er en profeti (hebræisk.: nava’′; græsk: profēteu′ō) et inspireret budskab; en åbenbaring eller en forkyndelse af Guds vilje og hensigt. En profeti kan være en inspireret moralsk belæring, en kundgørelse af en befaling eller dom fra Gud eller en forudsigelse af noget som vil indtræffe i fremtiden. Det græske ord profetia betyder at forklare en besked fra nogen.
Den, der udtaler profetien, kaldes en profet. Profetier har ofte indeholdt advarsler til folket fra Gud om dom pga. ulydighed, som kun kan afværges hvis folket angrer. Somme tider har de også indeholdt velsignelser og løfter.
I Det Gamle Testamente findes mange profetier, bl.a. i Esajas' Bog, Jeremias' Bog, Ezekiels Bog, Daniels Bog og i de tolv små profeter. I Det Nye Testamente profeterer Johannes Døberen Messias´ komme; Jesus Kristus profeterer, at Jerusalem ville blive ødelagt; og Apostlen Johannes profeterer, at et nyt Jerusalem, nye himle, en nye jord skal komme.
Profetier kan forudsige personer som skal komme, såsom Messias. Profetier findes ofte i apokalyptisk litteratur (som f.eks. Daniels Bog eller Johannes' Åbenbaring).
Da nogle under forhøret af Jesus tilhyllede ham, slog ham og sagde: "Profetér for os, Kristus. Hvem var det der slog dig?", opfordrede de ikke Jesus til at forudsige noget, men til ved guddommelig åbenbaring at udpege hvem der havde slået ham. (Mt 26:67, 68; Lu 22:63, 64) 